# Dangerous (àlbum de Michael Jackson)
Dangerous és el vuitè àlbum del cantant estatunidenc Michael Jackson, publicat el 26 de novembre de 1991, amb més de 32 milions de còpies venudes. És el primer àlbum després del regnat de Quincy Jones com a productor de Michael Jackson. Després de Quincy Jones, va quedar fora l'interès per la melodia: Michael Jackson es va centrar en el ritme. D'aquí els potents sons que podem escoltar a Dangerous. Per a la creació del disc Jackson va comptar amb la col·laboració de Teddy Riley, Heavy D., Bill Bottrell i Bruce Swedien. És un disc amb material completament inèdit i un dels més venuts. Dangerous no només compta amb una llista de temes variats, també amb una portada que va generar molta controvèrsia. L'àlbum, que va tenir bons registres de venda per als estàndards de la indústria, va produir números u com "Black or White", "Remember the Time", "Jam" i cançons estrella com "Will You Be There" (de la pel·lícula Free Willy) i "Who Is It".
Com en les seves anteriors produccions, Michael Jackson demostra el seu inigualable talent per a la composició, a més d'haver-se encarregat de la producció general. Per això Dangerous és considerat l'àlbum més personal del cantant perquè en ell, Jackson s'expressa amb més llibertat creativa. A Dangerous (1991), podem trobar hard rock ("Black or White" i "Give In to Me"); soul o funk que es fusionen amb dance o hip-hop (fusió anomenada New Jack Swing) en cançons com "Remember the Time", "Jam", "Dangerous", etc., a més el gospel és present en cançons com "Will You Be There" o "Keep the Faith".
A "Black or White" Michael Jackson va sol·licitar la participació del guitarrista de Guns N'Roses, Slash, per donar-li a aquesta cançó de rock una línia més agressiva, a més compta amb la participació de Tim Pierce a la guitarra heavy metal, i el resultat és una barreja de hard rock, dance i rap. Tot això va ser recolzat per un extraordinari vídeo, els efectes especials van tornar a sorprendre. La direcció va estar a càrrec de John Landis, el mateix de Thriller i el petit prodigi de Hollywood, Macaulay Culkin va tenir una participació especial.
Seguint la mateixa línia, a "Remember the Time" va aparèixer amb la model Iman, esposa de David Bowie, l'actor Eddie Murphy i el jugador de bàsquet "Magic" Johnson. Després al vídeo "In the Closet", Jackson es mostra més sensual, alternant aquí amb la top model Naomi Campbell, i a "Jam", amb una altra estrella del bàsquet, Michael Jordan.

## Llista de cançons
1. «Jam» (amb Heavy D) 5:39
2. «Why You Wanna Trip on Me» 5:24
3. «In the Closet» 6:31
4. «She Drives ME Wild» 3:41
5. «Remember the Time» 4:00
6. «Can't Let Her Get Away» 4:59
7. «Heal the World» 6:25
8. «Black or White» (amb LTB i Slash) 4:14
9. «Who Is It» 6:34
10. «GIve In to Me» (amb Slash) 5:29
11. «Will You Be There» 7:39
12. «Keep the Faith» 5:57
13. «Gone Too Soon» 3:22
14. «Dangerous» 6:59

## Outtakes
- "Bad Girl" (Michael Jackson)
- "No One's" (Michael Jackson i Stevie Wonder) - Demo de "Get It", cantada solament per Jackson.
- "Bottle of Smoke" (Michael Jackson)
- "Throwin' Your Life Away" (Michael Jackson)
- "If You Don't Love Me" (Michael Jackson, Teddy Riley, Bernard Belle) - Filtrada
- "Too Much Monkey Business" (Michael Jackson i Bill Bottrell) - Demo de "Monkey Business"
- "Monkey Business" (Michael Jackson i Bill Bottrell) - Originalment es va gravar el 1989 i es va reutilitzar posteriorment l'any 1991 per ser inclosa a Dangerous - Filtrada
- "Happy Birthday Lisa" (Michael Jackson) - Gravada al 1991 i que es va utilitzar per la seva aparició a la sèrie Els Simpsons, i també s'anava a incloure a "Dangerous" - Filtrada
- "Free" (Michael Jackson i Carole Bayer Sager)
- "I Have This Love of Me" (Michael Jackson)
- "It Doesn't Really Matter" (Michael Jackson) - Versió primitiva de "Who Is It"
- "Seven Digits" (Michael Jackson)
- "Work That Body" (Michael Jackson i Bill Bottrell) - Filtrada
- "Do You Know Where Your Children Are" (Michael Jackson) - Filtrada
- "Splash, We Can Get Wet Babe" (Michael Jackson i D. Brack)- La cançó havia de ser gravada però aquest senzill mai es va acabar. Se sap de l'existència d'una versió Demo.
- "A Baby Smiles / Baby Smiles" (Michael Jackson) - Es considera la seva inclusió a Dangerous, però la seva composició data de finals dels 70. El títol "Baby Smiles" apareix en una llibreta d'aproximadament 1979 juntament amb altres 4 temes. Possiblement la lletra estigui continguda en el poema "When Babies Smile" publicat Dancing the Dream.
- "Alright Now" (Michael Jackson i John Barnes) - Tema gravat, suposadament, per a Dangerous. Ralph Tresvant la va tornar a gravar amb la seva veu.
- "Bumper Snippet" (Michael Jackson i Bill Bottrell) - Filtrada
- "Stay" (Michael Jackson)
- "Serious Effect" (Michael Jackson i Teddy Riley) - Michael Jackson amb LL Cool J. Gravada originalment per a Dangerous - Filtrada
- "She Got It" (Michael Jackson, Bill Bottrell i Teddy Riley) - Filtrada.
- "Satisfy You / To Satisfy You" (Bryan Loren i Michael Jackson) - Gravada per Michael el 1990 i versionada per Bryan Loren el 1992 amb cors de Michael.
- "What About Us" (Michael Jackson) - Versió primitiva de "Earth Song". Gravada originalment per Dangerous però va ser regravadaen l'any 1995 per HIStory: Past, Present and Future, Book I - Filtrada fins a 1995
- "Joy" (Michael Jackson, Tammy Lucas) - Compost per Dangerous. És un tipus de versió primitiva de "Best Of Joy" encara que aquesta duraria aproximadament 4:58 minuts.
- "Ask Her It" (Michael Jackson)
- "Neverland Landing" (Michael Jackson) - Aparentment es va gravar el 1987 i es va reutilitzar el 1991. A la xarxa hi ha una" Versió falsa "amb aquest nom.
- "Planet Earth" (Michael Jackson) - Poema publicat entre les lletres de Dangerous que podria haver estat gravat com a cançó, i no es va publicar fins al 2009 en el disc doble This Is It.